# Fetter György
Fetter György (Budapest, 1963. október 2. –) olimpikon atléta, rövidtávfutó
Pilisvörösvári német nemzetiségi családban született. Lakhelyének első olimpikonja; az 1988-as szöuli nyári olimpiai játékokon 100 méteres síkfutásban a középfutamokig jutott. Aktív sportolói pályafutása befejezését követően bekapcsolódott Pilisvörösvár sportéletébe. A Pilisvörösvári Szabadidősport Egyesület keretein belül vezette a futófoglalkozásokat, illetve a mai napig is segíti a Pilis Cross Country Club kerékpárosainak téli felkészülését. Végzettsége: testnevelő tanár, atlétika szakedző.

## Sportpályafutása
Egyesületei, válogatottsága
- 1978–1984. Budapesti Honvéd SE
- 1985–1986. Budapesti Spartacus SC
- 1987–1993. Budapesti Honvéd SE
- 1982–1993. a felnőtt válogatott tagja

Versenyeredményei
- 1981. Felnőtt magyar egyesületi rekord 4 × 100m – Bp. Honvéd (Lukács, Szétag, Fetter, Tatár)
- 1982. Junior magyar bajnok 100 m-en, 200m-en, 4 × 100 m-en
- 1982. Fedett pályás magyar bajnok – Bp. Honvéd (Tremmel László, Szétag Attila, Tatár István, Fetter György)
- 1984. Junior magyar bajnok 200 m-en
- 1984. Felnőtt magyar bajnok 4 × 100 m-en – Bp. Honvéd SE (Szabó Zsolt, Karaffa László, Fetter György, Tatár István) 40,45
- 1986. Egyetemi főiskolai magyar bajnok 100 m
- 1986. Felnőtt magyar bajnok 200 m-en, magyar bajnoki csúcs 20,78     -2,5 m/s
- 1987. Zágráb, Universiade 4. hely: férfi 4 × 100 m-es váltófutás, 40.50 (Daragó László, Fetter György, Karlik Pál, Havas Endre)
- 1987. Felnőtt magyar bajnok – Bp. Honvéd (Karaffa László, Fetter György, Karlik Pál, Tatár István) 39,87
- 1988. Szöuli nyári olimpiai játékok 100 m
- 1993. Felnőtt magyar bajnok 4 × 100 m – Bp. Honvéd (Utasi Sándor, Karaffa László, Fetter György, Menczer Gusztáv)
- 1993. Felnőtt magyar bajnok  4 × 200 m – Bp. Honvéd SE (Utasi Sándor, Menczer Gusztáv, Fetter György, Karaffa László)

## Külső hivatkozások
- http://bikemag.hu

1. ↑  PIM-névtér-azonosító. (Hozzáférés: 2020. június 23.)
2. 1 2  Olympedia (angol nyelven), 2006